# Emiel Puttemans
Emiel Adrien "Miel" Puttemans (* 9. října 1947, Vossem) je bývalý belgický atlet, jehož specializací byl běh na dlouhé tratě, halový mistr Evropy v běhu na 3000 metrů z let 1973 a 1974.

## Sportovní kariéra
Jeho prvním mezinárodním startem byla olympiáda v Mexiku v roce 1968, kde doběhl dvanáctý v běhu na 5000 metrů. Na evropském šampionátu o rok později skončil ve finále stejné disciplíny sedmý, v Helsinkách v roce 1971 šestý. Nejúspěšnější sezónou byl pro něj rok 1972. Na olympiádě v Mnichově skončil druhý v běhu na 10 000 metrů a pátý na poloviční trati. Dne 14. září vytvořil světový rekord v běhu na 3000 metrů časem 7:36,7, 20. září vylepšil světový rekord na 5000 metrů na 13:13,0. Úspěšný byl rovněž v halových závodech – byl mistrem Evropy v běhu na 3000 metrů v letech 1973 a 1974, stříbrnou medaili v této disciplíně vybojoval v roce 1978 na evropském halovém šampionátu v Miláně.
Na olympiádě v Montrealu v roce 1976 nedokončil běh na 5000 i 10 000 metrů, při následující olympiádě v Moskvě nepostoupil do finále běhu na 5000 metrů.